# Pinho (Boticas)
Pinho é uma povoação portuguesa sede da Freguesia de Pinho do Município de Boticas, freguesia com 22,37 km² de área e 328 habitantes (censo de 2021), tendo, por isso, uma densidade populacional de 14,7 hab./km².

## Toponímia
O vocábulo Pinho encontra a sua origem no radical celta "Pinn" com o significado de " rocha, cerro, alto" (Ex. báculo). Assim se conclui que o topónimo Pinho nada tem a ver com o "verde pifio "que hoje emoldura toda a freguesia, porque na região o pinheiro é árvore tardia (1890) e as grandes florestas medievais são de carvalhos e castanheiros.
Santa Marta é a sua padroeira, contudo a festa que anualmente se realiza é também em honra de Santa Bárbara. Esta povoação situa se no alto, quase no cume da elevação que tem as vertentes para as ribeiras dos rios Terva e Tâmega. Os montes são sem dúvida, o elemento mais destacado da natureza que muito sensibilizou o homem primitivo, e eles são, na toponomástica, os estratos linguísticos mais antigos, de parceria com os rios. 

## História
Segundo os textos das inquirições de 1258, do reinado de D. Afonso III, Pinho sempre esteve integrado na região de Barroso, pertencendo mesmo à primitiva Galécia. Em Pinho foram encontradas moedas romanas designadamente, uma em ouro, do imperador Constantino Ducas, um áureo de Trajano, cunhado entre os anos 112 a 117 d.C. e uma outra em bronze. Aí existem várias sepulturas antropormóficas bem como um castro designado Mouril. Como se vê, é nobre a história desta terra e continua, orgulhosamente, através da idade Média e Idade Moderna.

## Descrição
Pinho é uma aldeia moderna e progressiva. O seu clima é dos mais suaves da região e os seus campos dos mais produtivos. A vinha, oliveira e muitas outras árvores de fruta mediterrânea, embelezam os seus campos. Esta aldeia foi das primeiras do concelho (atual município) de Boticas a ter luz elétrica (1957) e água canalizada ao domicílio. É servida por três acessos, calcetados a paralelo a partir da Estrada Nacional 311 que liga Boticas e Vidago. Em suma, esta freguesia orgulha-se da sua história e ufana-se de ser eleita entra as principais localidades do lendário Barroso, confirmado pelo aforismo popular: "Covas e Pinho e Vila da Ponte sem vinho...".

## Santuário do Senhor do Monte
Em Valdegas existe o maior santuário do Distrito de Vila Real, o do Senhor do Monte, onde no último Domingo de Julho de cada ano, se realiza a maior romaria do Município de Boticas. O santuário do Senhor do Monte ou do Bom Jesus do Monte como alternadamente é designado, teve a sua origem em 1817 quando Domingos Pereira construiu um cruzeiro, no sítio dos Seixos da Pena, perto do caminho dos almocreves que faziam a permuta e transporte dos produtos de Barroso para a Ribeira de Oura e vice versa. O pequeno cruzeiro, com peto de esmolas desde 1817, sob a invocação de Senhor dos Aflitos, agitou favoravelmente a devoção dos cristãos e desenvolveu se tão rapidamente que, em 1821 o pároco de Pinho, Gervázio Pires de Carvalho, principia a construção de uma capela onde no último Domingo de Julho de 1822 já se realizou a festa ao Bom Jesus do Monte Senhor dos Aflitos, agregada à festa de S. Tiago. Esta grandiosa obra foi continuada pelo Padre Bento Lourenço Pereira de Carvalho que soube administrar o dinheiro das esmolas e associar a admirável colaboração dos lavradores da freguesia ao saber dos dois mestres pedreiros ou canteiros, António Dorge e José Sena. As obras prolongaram-se no tempo, concluindo-se a segunda torre do santuário, apenas em 1962, com a arte e o saber do mestre canteiro de Vidago, Joaquim Ferreira Campino, conhecido por Pimenta.

## Povoações
Sobradelo povoação ribeirinha do rio Tâmega, é a mais pequena das três povoações de que é composta a freguesia de Pinho. O seu topónimo terá derivação latina de "super pratellum" significando lugar superior a um pequeno prado, junto ao Tâmega. Por ali passava a "estrada dos almocreves", uma rota medieval para comércio e trânsito entre a Ribeira de Oura e Barroso, cuja travessia do rio se fazia por meio de barcas. Recentemente foi construída uma ponte que liga Sobradelo a Capeludos, do Município de Vila Pouca de Aguiar. A existência de vários moinhos, a sua localização e particularidades têm despertado a curiosidade e o interesse de pessoas estranhas à povoação, que se tem traduzido na aquisição de propriedades nesse local. O Orago de Sobradelo é Santo André. 

Valdegas fica situada para Nascente sendo um dos lugares anexos à freguesia de Pinho. Nesta aldeia existem duas capelas, uma pública, dedicada ao Divino Espírito Santo e outra privada dedicada a Santa Bárbara, constituída por um riquíssimo frontispício, com brasão da família dos Carneiros e Queirogas, mandado executar em 1746 por Veríssimo Queiroga, ascendentes dos Mirandas Ataídes da Casa do Cerrado de Montalegre. Guiados pela toponímia, vamos buscar Valdegas e entrar no domínio dos Barrosos. Valdegas (Val de Egas) terá origem no seu donatário D. Egas Gomes Barroso que "teve o seu solar na torre de Sapiãos" ou no avô deste que também se Chamava D. Egas de Sousa, que era amigo inseparável do nosso primeiro rei.

## Demografia
A população registada nos censos foi:
| Distribuição da População por Grupos Etários | Distribuição da População por Grupos Etários | Distribuição da População por Grupos Etários | Distribuição da População por Grupos Etários | Distribuição da População por Grupos Etários |
| -------------------------------------------- | -------------------------------------------- | -------------------------------------------- | -------------------------------------------- | -------------------------------------------- |
| Ano                                          | 0-14 Anos                                    | 15-24 Anos                                   | 25-64 Anos                                   | > 65 Anos                                    |
| 2001                                         | 54                                           | 65                                           | 230                                          | 129                                          |
| 2011                                         | 48                                           | 26                                           | 188                                          | 139                                          |
| 2021                                         | 24                                           | 30                                           | 130                                          | 144                                          |

## Património
- Capela de Santo André, em Sobradelo
- Capela de São Roque
- Igreja Paroquial do Pinho
- Capela do Espírito Santo, em Valdegas
- Igreja do Senhor do Monte